# بايرون بوب
بايرون بوب (بالإنجليزية: Byron Bubb)‏ (مواليد 17 ديسمبر 1981 في هارو) لاعب كرة قدم غرينادي دولي يجيد اللعب في خط الوسط . يلعب حاليا لصالح نادي سلاو تاون الجرينادي .

## روابط خارجية
- بايرون بوب على موقع قاعدة بيانات كرة القدم.إي يو (الإنجليزية)
- بايرون بوب على موقع ناشيونال فوتبول تيمز (الإنجليزية)
- بايرون بوب على موقع Soccerbase.com (لاعب) (الإنجليزية)
- بايرون بوب على موقع كووورة